# 克里彭卡河
克里彭卡河（烏克蘭語：Кріпенька），是烏克蘭的河流，屬於米烏斯河的左支流，該河流經盧甘斯克州和頓涅茨克州，河道全長38公里，流域面積224平方公里。